# Glaucidium parkeri
Glaucidium parkeri là một loài chim trong họ Strigidae.